# مقطع‌نگاری رایانه‌ای با دو انرژی

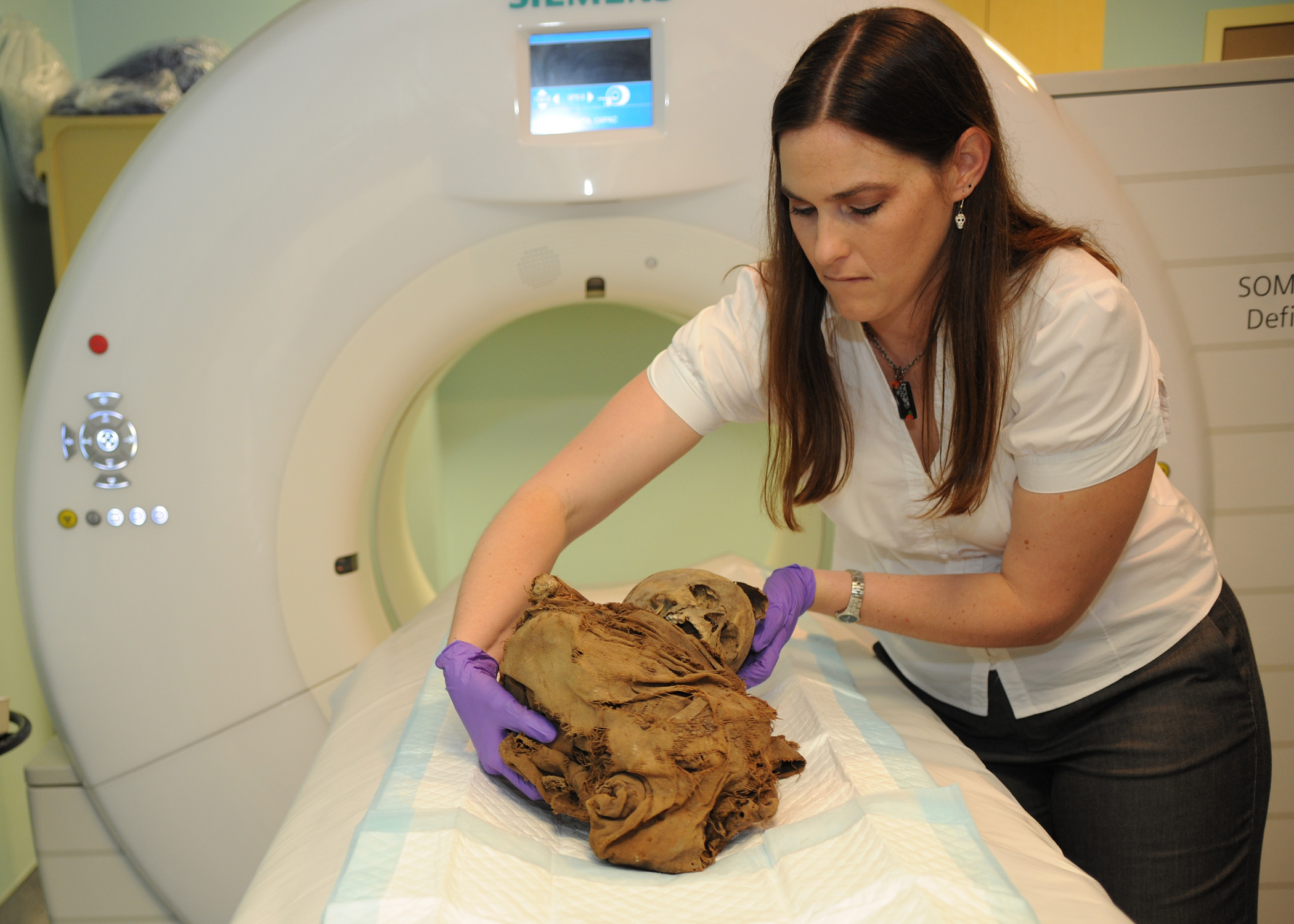
دکتر رندال محقق موزه مردم شناسی سن دیگو در کالیفرنیا قابلیت تشخیص مواد بکمک دو انرژی متفاوت را با یک سیستم DSCT آزمایش میکند. این سیستم از نوع زیمنس فلش (Siemens Flash) با ۱۲۸ اسلایس است و متعلق به مرکز درمانی نیروی دریایی آمریکا در سن دیگو است. در تصویر دکتر رندال جسد یک کودک مومیایی شده ۵۵۰ ساله از کشور پرو را اسکن میکند.

مقطع‌نگاری رایانه‌ای با دو انرژی (Dual Energy Computed Tomography) یا مقطع‌نگاری رایانه‌ای با دو چشمه (Dual Source Computed Tomography) نام یک روش پیشرفته مورد استفاده در سی تی اسکن است.
از سال ۱۹۷۰ که مقطع نگاری رایانه‌ای یا توموگرافی رایانه‌ای با دو انرژی یا DECT برای توصیف بافت‌ها در بدن انسان استفاده شده‌است. این اسکنرها برای تشخیص بافت‌ها از دو انرژی با طیف فرکانسی متفاوت استفاده می‌کنند.

## کاربردها
از کاربردهای DECT می‌تواند به مواردی مانند برداشت استخوان، تولید تصاویر بدون کانتراست مجازی، تهویه شش، ارزیابی نقص تزریق وریدی شش، ارزیابی نقص در ماهیچه‌های قلبی اشاره کرد.

## طرز کار
روش CT بر اساس اختلاف ضریب تضعیف ساختارهای کالبدی مختلف در بدن، تصاویر خروجی را می‌دهد. اما در بعضی موارد ضریب تضعیف بعضی ساختارها درون بدن در یک انرژی خاص تفاوت چندانی نمی‌کند. یکی از نقطه ضعف‌های اسکنرهای تک انرژی CT، عدم قدرت این اسکنرها در تمایز این ساختارها در بدن است. ضریب تضعیف دو ماده می‌تواند در یک انرژی خاص مشابه باشد ولی در انرژی‌های دیگر متفاوت باشد. به عنوان مثال ضریب تضعیف آب و استخوان در انژی‌های بالا مشابه است. ولی در سایر انرژی‌ها متفاوت است. در اسکنرهای DECT از این ویژگی استفاده شده‌است و دو انرژی متفاوت به بدن تابش می‌شود. با توجه به این که خروجی اسکنر برای مواد مختلف در دو انرژی مختلف کاملاً منحصربه‌فرد است (ممکن است در یک انرژی مشابه باشد)، در نتیجه به وسیلهٔ DECT می‌توان به نتایج بهتری نسبت به اسکنرهای CT تک فوتونی دست یافت.

## انواع
در یک طبقه‌بندی، اسکنرهای  DECT  به سه دسته سوئیچینگ سریع kVp (به انگلیسی: rapid Peak kiloVoltage switching)، آشکارساز لایه‌ای (به انگلیسی: layer detector) و اسکنرهای دو منبعی (به انگلیسی: dual source) تقسیم می‌شوند.
اسکنرهای سوئیچینگ سریع kVp:
در این اسکنرها تیوب X-ray به سرعت ولتاژ تیوب را مدوله می‌کند و طیفی از انرژی‌های با میانگین و قلهٔ بالا و پایین تولید می‌کند. این فرایند سوئیچینگ در هر چرخش برای بدست آوردن اطلاعات کافی، نیاز به دو برابر پروجکشن دارد.
اسکنرهای دو انرژی با آشکارساز لایه‌ای:
در این اسکنرها از آشکارسازهای لایه‌ای استفاده می‌شود. دو لایه آشکارساز که از مواد مختلفی تشکیل شده‌است، روی هم قرار می‌گیرند. لایه بالاتر فوتون‌های X-ray با انرژی پایین تر را جذب می‌کند و لایه پایینی فوتون‌های X-ray با انرژی بالاتر را جذب می‌کند. مشابه سوئیچینگ سریع KVp، خروجی تیوب‌های ولتاژ بالا و پایین توسط فیلترهای مشابهی محدود می‌شود.
اسکنرهای دو منبعی:
در این اسکنرها از دو تیوب انرژی و دو آشکارساز استفاده می‌شود که نسبت به هم آفست زاویه‌ای ۹۰° دارند. زمانی که دو تیوب، با دو انرژی مختلف کار می‌کنند، همزمان دو طیف مختلف X-ray بدست می‌آید. از مزایای این اسکنرها این است که هر تیوب به صورت مجزا می‌تواند در هر سطح kVp تنظیم شود و سطح نویز مشابهی در دو پایگاه داده ایجاد می‌شود.
- layer detectors
- kVp switching
- dual source